# Hadavanahalli, Krishnarajpet
Hadavanahalli là một làng thuộc tehsil Krishnarajpet, huyện Mandya, bang Karnataka, Ấn Độ.